# Frigana
Frigana designa uma formação vegetal típica das zonas rochosas costeiras do Mediterrâneo Oriental. Constitui um dos tipos de habitats naturais de interesse comunitário cuja conservação exige a designação de zonas especiais de conservação nos termos do Anexo I da Directiva Habitats da União Europeia.